# Iam
Iam era un estat de l'alta Núbia entre la cinquena i la sisena cascada, a la regió que després fou Dongola. Es coneix millor que d'altres perquè ha quedat el relat d'una visita feta en temps de la sisena dinastia d'Egipte per Harkhuf, governador d'Elefantina.